# Світлівщина
Світлі́вщина — село в Україні, у Нехворощанській сільській громаді Полтавського району Полтавської області. Населення становить 142 осіб. Колишній орган місцевого самоврядування — Соколово-Балківська сільська рада.

## Географія
Село Світлівщина розташоване за 2 км від сіл Андріївка та Соколова Балка.
Неподалік від села розташований ландшафтний заказник місцевого значення «Світлівщина».

## Населення

### Мова
Розподіл населення за рідною мовою за даними перепису 2001 року:
| Мова       | Кількість | Відсоток |
| ---------- | --------- | -------- |
| українська | 134       | 94.37%   |
| російська  | 8         | 5.63%    |
| Усього     | 142       | 100%     |